# 篁牛人
篁 牛人（たかむら ぎゅうじん、明治34年（1901年）10月10日 - 昭和59年（1984年）2月25日）は、昭和時代の日本画家。幼名は光磨。本名は浄信。

## 経歴
1901年、富山県婦負郡桜谷村大字石坂村（現：富山県富山市石坂）に生まれる。1921年、富山県立工芸学校（現：富山県立高岡工芸高等学校）を卒業、同校卒業生で組織する富山工芸会に参加。工芸作品の図案を制作し商工省工芸展などで中島杢堂、安川慶一らと受賞を重ねるが、1934年頃からパブロ・ピカソ、藤田嗣治、小杉放庵などの感化を受け、1940年頃より絵画に専念し始める。太平洋戦争末期の1944年、応召して東南アジアに赴き転戦。復員後の1947年頃から、独自の渇筆技法で制作を行い、主題を東洋思想に求めた。
1956年頃から放浪的な生活を約10年間続け、富山県や岐阜県の個人宅を転々として制作する。1962年に最高の理解者であり、最大の後援者であった森田和夫氏（富山市呉羽町在住の医師）を知り以後親交を深め、制作を続けるが1975年に脳梗塞で倒れ療養するも以後は制作が困難となり、1984年没。
1985年に、森田和夫氏が富山市に自己所有の篁牛人作品２５２件を寄贈し、このことが美術館建設の契機となり、1989年に牛人が晩年を過ごした邸宅跡地に富山市篁牛人記念美術館が建ち、250点以上の作品が収蔵されている。

## 作品
- 「山姥と金時」
- 「寒山拾得」
- 「仙翁移居」
- 「天台山豊乾禅師」
- 「雪山淫婆」
- 「がま仙人」
- 「老子出関」
- 「竹林虎」
- 「蛟龍」

## メディア
- 風紋｢水墨画家 篁牛人、生誕120年 奔放人生、ポップな筆｣（2021年12月27日、日本経済新聞）
- 日曜美術館「発掘!放浪の水墨画家 篁牛人」（2021年12月5日、 NHKEテレ）[4]

## 関連文献
- 『篁牛人の画業』富山市教育委員会（編）
  - 「第1集　水墨・渇筆画の世界：富山市篁牛人記念美術館収蔵品より」（1989）NCID：BA50720402
  - 「第2集　彩色画の世界」（1996）NCID：BA31588625